# Constantin Ionescu Gulian
Constantin Ionescu Gulian (* 22. April 1914 in Bukarest; † 21. August 2011) war ein rumänischer Philosoph, Ordinarius für Philosophie und Soziologie an der Universität Bukarest und Mitglied der Rumänischen Akademie der Wissenschaften.
Constantin Ionescu Gulian wurde wenige Monate vor Beginn des Ersten Weltkriegs in Bukarest geboren. Er studierte Soziologie und Philosophie an der Sorbonne in Paris. Er war Mitglied des Verbandes französischer Soziologen. 1964 erhielt er in Bukarest den „Ordinul muncii“ erster Klasse. Er leitete die philosophische Sektion der Rumänischen Akademie der Wissenschaften. In Deutschland gehörte er der Marxismus–Kommission in Heidelberg an. Sein Buch zur marxistischen philosophischen Anthropologie erschien in Frankreich in der dritten Auflage, gleichzeitig mit spanischen, portugiesischen, mexikanischen und deutschen Ausgaben. Seine renommierte Hegel–Monographie konnte auch in der Sowjetunion (Moskau 1962/1963) erscheinen.

## Werke
- Goethe și problemele filosofiei, București 1957.
- Istoria gîndirii sociale şi filozofice în Romînia, Ed. Academiei R. P. R. București 1964.
- Le Marxisme devant l'homme, Paris 1968.
- Hegel. Sau filozofia Crizei, Acad. Republ. Socialiste Româna, București 1970.
- Ursprünge des Humanismus, Europaverlag 1973, aus dem Rumänischen übersetzt von Friedrich Kollmann.
- Versuch einer marxistischen philosophischen Anthropologie, Soziologische Texte, Luchterhand Darmstadt 1985.